# Jens Lehmann (voetballer)
Jens Lehmann (Essen, 10 november 1969) is een Duits voormalig voetbaldoelman. Lehmann stond onder meer onder contract bij Arsenal, Borussia Dortmund en VfB Stuttgart. Verder speelde hij in zijn carrière bij Schalke 04 en AC Milan.
Onder leiding van bondscoach Berti Vogts maakte hij zijn debuut voor het nationale elftal op 18 februari 1998 in de vriendschappelijke uitwedstrijd tegen Oman (0-2). Hij viel in dat duel na 45 minuten in voor Andreas Köpke.
Lehmann was tijdens het WK voetbal 2006 de eerste doelman van het Duits voetbalelftal, waarmee hij zijn eeuwige rivaal Oliver Kahn van de troon stootte. Hij haalde met Duitsland de halve finale waarin hij in de laatste minuten van de verlenging moest capituleren tegen Italië.
Waarschijnlijk zijn meest opmerkelijke wedstrijd speelde Jens Lehmann op 17 mei 2006 met Arsenal: de met 2-1 verloren finale van de Champions League tegen FC Barcelona. Lehmann kreeg in de 18e minuut rood van de Noorse scheidsrechter Terje Hauge na een overtreding op Samuel Eto'o, waarmee hij de eerste voetballer werd die ooit de rode kaart kreeg in een Champions League-finale.

## Carrière
| Seizoen | Club              | Wedstrijden | Doelpunten | Competitie     |
| ------- | ----------------- | ----------- | ---------- | -------------- |
| 1988/89 | Schalke 04        | 013         | 0          | Bundesliga     |
| 1989/90 | Schalke 04        | 027         | 0          | Bundesliga     |
| 1990/91 | Schalke 04        | 034         | 0          | Bundesliga     |
| 1991/92 | Schalke 04        | 037         | 0          | Bundesliga     |
| 1992/93 | Schalke 04        | 008         | 0          | Bundesliga     |
| 1993/94 | Schalke 04        | 021         | 0          | Bundesliga     |
| 1994/95 | Schalke 04        | 034         | 1          | Bundesliga     |
| 1995/96 | Schalke 04        | 032         | 0          | Bundesliga     |
| 1996/97 | Schalke 04        | 034         | 0          | Bundesliga     |
| 1997/98 | Schalke 04        | 034         | 1          | Bundesliga     |
| 1998/99 | AC Milan          | 005         | 0          | Serie A        |
| 1998/99 | Borussia Dortmund | 013         | 0          | Bundesliga     |
| 1999/00 | Borussia Dortmund | 031         | 0          | Bundesliga     |
| 2000/01 | Borussia Dortmund | 031         | 0          | Bundesliga     |
| 2001/02 | Borussia Dortmund | 030         | 0          | Bundesliga     |
| 2002/03 | Borussia Dortmund | 024         | 0          | Bundesliga     |
| 2003/04 | Arsenal           | 038         | 0          | Premier League |
| 2004/05 | Arsenal           | 028         | 0          | Premier League |
| 2005/06 | Arsenal           | 038         | 0          | Premier League |
| 2006/07 | Arsenal           | 036         | 0          | Premier League |
| 2007/08 | Arsenal           | 007         | 0          | Premier League |
| 2008/09 | VfB Stuttgart     | 034         | 0          | Bundesliga     |
| 2009/10 | VfB Stuttgart     | 031         | 0          | Bundesliga     |
| 2010/11 | Arsenal           | 001         | 0          | Premier League |
| Totaal  | Totaal            | 621         | 2          |                |

## Erelijst
Arsenal
- FA Cup

2005
 Schalke 04
- UEFA Cup

1997